# Cavalo Branco de Uffington
O Cavalo Branco de Uffington é uma figura pré-histórica numa colina, com 110 metros (360 pé) de comprimento, formado por valas profundas preenchidas com giz branco triturado. A figura está situada nas encostas superiores de Whitehorse Hill, na paróquia civil inglesa de Uffington, em Oxfordshire, cerca de 16 km a leste de Swindon, 8 km ao sul da cidade de Faringdon e uma distância equivalente a oeste da cidade de Wantage ; ou 2,5 km (1,6 mi) ao sul de Uffington. A colina faz parte da escarpa de Berkshire Downs e tem vista para o Vale of White Horse ao norte.